# Шелдон (Іллінойс)
Шелдон (англ. Sheldon) — селище (англ. village) в США, в окрузі Іроквай штату Іллінойс. Населення — 965 осіб (2020).

## Географія
Шелдон розташований за координатами 40°46′16″ пн. ш. 87°33′57″ зх. д. / 40.77111° пн. ш. 87.56583° зх. д. (40.771008, -87.565784).  За даними Бюро перепису населення США в 2010 році селище мало площу 1,94 км², уся площа — суходіл.

## Демографія
Згідно з переписом 2010 року, у селищі мешкало 1070 осіб у 429 домогосподарствах у складі 288 родин. Густота населення становила 551 особа/км².  Було 485 помешкань (250/км²).
Расовий склад населення:
| - 97,1 % — білих - 0,7 % — корінних американців - 0,7 % — чорних або афроамериканців - 0,2 % — азіатів |

До двох чи більше рас належало 0,8 %. Частка іспаномовних становила 2,2 % від усіх жителів.
За віковим діапазоном населення розподілялося таким чином: 24,3 % — особи молодші 18 років, 60,6 % — особи у віці 18—64 років, 15,1 % — особи у віці 65 років та старші. Медіана віку мешканця становила 40,7 року. На 100 осіб жіночої статі у селищі припадало 93,8 чоловіків;  на 100 жінок у віці від 18 років та старших — 91,9 чоловіків також старших 18 років.
Середній дохід на одне домашнє господарство  становив 46 618 доларів США (медіана — 36 827), а середній дохід на одну сім'ю — 48 760 доларів (медіана — 36 058). Медіана доходів становила 40 208 доларів для чоловіків та 26 563 долари для жінок. За межею бідності перебувало 30,7 % осіб, у тому числі 44,6 % дітей у віці до 18 років та 4,3 % осіб у віці 65 років та старших.
Цивільне працевлаштоване населення становило 483 особи. Основні галузі зайнятості: освіта, охорона здоров'я та соціальна допомога — 18,2 %, виробництво — 17,0 %, роздрібна торгівля — 11,8 %, сільське господарство, лісництво, риболовля — 10,1 %.